# BayernInvest
Die BayernInvest Kapitalverwaltungsgesellschaft mbH mit Hauptsitz in der bayerischen Landeshauptstadt München ist die Investmentgesellschaft der BayernLB und Teil des Sparkassenverbands Bayern.
Die BayernInvest Luxembourg S. A. ging aus der 1991 gegründeten Bayernlux Management Company S. A. hervor. Sie wurde 2013 als Tochtergesellschaft in die BayernInvest integriert. Das Unternehmen handelte für die Deutsche Kreditbank mit Publikumsfonds mit regionaler Benennung wie DKB Europa Fonds, DKB Nordamerika Fonds, DKB Asien Fonds (Stand: 2016) und DKB Zukunftsfonds (Stand: 2016).

## Geschäftsführung
Die Unternehmensleitung besteht aus dem Sprecher der Geschäftsführung Alexander Mertz sowie dem Geschäftsführer Marjan Galun.

## Geschichte
Die Gesellschaft BayernInvest wurde 1989 gegründet. Die ersten Advisory-Mandate wurden 1994 aufgelegt. Die BayernInvest Master-KVG wurde 2003 zu einem eigenständigen Geschäftsfeld ausgebaut. 2003 wurden die Aufgaben des Bereiches Asset Management für institutionelle Anleger der BayernLB übernommen und für die Kompetenz für den Konzern gebündelt. Die bisherige Schwestergesellschaft BayernInvest Luxembourg S.A. wurde 2013 übernommen und damit wurde das Angebot um Fondslösungen nach luxemburgischem Recht in Deutschland erweitert. Die BaFin erteilte eine Geschäftserlaubnis als AIF-Kapitalverwaltungsgesellschaft zusätzlich zur bestehenden Geschäftserlaubnis als OGAW-Kapitalverwaltungsgesellschaft. Zeitgleich wurde die Geschäftserlaubnis um die Verwaltung von offenen Spezial-AIF und offenen Investmentkommanditgesellschaften erweitert. Die BayernInvest wird in BayernInvest Kapitalverwaltungsgesellschaft mbH umfirmiert.